# イザベッラ・ダラゴーナ
イザベッラ・ダラゴーナ（Isabella d'Aragona, 1470年10月2日 - 1524年2月11日）は、ミラノ公ジャン・ガレアッツォ・スフォルツァの妃。

## 生涯
ナポリ王アルフォンソ2世とイッポーリタ・マリーア・スフォルツァ（フランチェスコ・スフォルツァとビアンカ・マリーア・ヴィスコンティの長女）の長女としてナポリで生まれた。
従兄にあたるジャン・ガレアッツォ・スフォルツァと1489年に結婚。フランチェスコ、イッポリータ・マリーア、ボナの3子を生んだ。夫の死後、父、兄も相次いで亡くなったため、バーリ公、ロッサーノ公の称号を相続した。1512年に長男フランチェスコは落馬事故で死に、彼女より長生きしたのは娘ボナだけだった。
レオナルド・ダ・ヴィンチの『モナ・リザ』のモデルではないかといわれている。ラファエロによって描かれた肖像画も残っている。